# 井上弘通
井上 弘通（いのうえ ひろみち、1953年1月24日 - ）は、日本の裁判官。最高裁判所上席調査官、長崎地方裁判所長、長野地方裁判所・長野家庭裁判所長、東京高等裁判所部総括判事を経て、大阪高等裁判所長官を最後に定年退官し、内閣府再就職等監視委員会委員長に就任。2024年、瑞宝重光章受章。

## 人物
福岡県福岡市出身。

## 担当審理
2000年6月6日、地下鉄サリン事件など10の事件で起訴されていたオウム真理教の井上嘉浩に対し、無期懲役を言い渡した（求刑死刑）。この判決は控訴審で破棄され、井上嘉浩には死刑が言い渡されている。

## 経歴
- 1975年　九州大学法学部卒業、司法修習生(29期)
- 1977年4月8日　東京地方裁判所判事補
- 1980年4月8日　東京地方裁判所判事補・東京簡易裁判所判事
- 1983年8月1日　最高裁判所事務総局刑事局付
- 1986年8月1日　東京地方裁判所判事補・東京簡易裁判所判事
- 1986年9月30日　大分地方・家庭裁判所日田支部判事補・日田簡易裁判所判事
- 1987年4月8日　大分地方・家庭裁判所日田支部判事・日田簡易裁判所判事
- 1989年4月1日　福岡地方・家庭裁判所判事・福岡簡易裁判所判事
- 1992年4月1日　最高裁判所調査官
- 1993年1月5日　最高裁判所事務総局刑事局第二課長
- 1995年4月1日　最高裁判所事務総局刑事局第一課長兼第三課長兼広報課付
- 1998年4月2日　東京高等裁判所判事
- 1999年5月1日　東京地方裁判所部総括判事
- 2004年2月28日　最高裁判所上席調査官
- 2008年1月7日　長崎地方裁判所長
- 2009年1月26日　長野地方・家庭裁判所長
- 2011年1月19日　東京高等裁判所部総括判事
- 2016年9月5日　大阪高等裁判所長官
- 2018年1月23日　定年退官
- 2018年3月 内閣府再就職等監視委員会委員長